# Golo und Genovefa
Golo und Genovefa ist eine in Prosa verfasste Tragödie von Friedrich Müller (genannt: Maler Müller) und entstand wohl in den Jahren 1775 bis 1781. Erstmals erschien es 1811. Das Stück interpretiert den Genoveva-Stoff und wird allgemein als Werk des Sturm und Drang betrachtet.

## Inhalt

### Erster Aufzug
Der erste Akt beginnt auf der Burg Pfälzel mit den Vorbereitungen für einen Feldzug gegen muslimische Truppen, welche in Frankreich eingefallen sind. Hierbei handelt es sich vermutlich um den Kriegszug Karl Martells in Südfrankreich. Die Grafen und Brüder Siegfried, Ulrich, Bernhard und Carl rüsten sich für den Krieg und nehmen Abschied von ihren Angehörigen: Carl von seiner Geliebten Julie, der Tochter des Schlosshauptmanns Adolf in Pfälzel und Pfalzgraf Siegfried von seiner Gattin Genovefa. Diese hat zuvor noch die Waffen ihres Mannes säubern und schärfen lassen. Dies wird zu einem späteren Zeitpunkt noch von Belang sein.
Die Anwesenden zeigen sich erstaunt darüber, dass der junge Ritter Golo sich nicht am Feldzug beteiligen will, da er angibt, „unpässlich“ zu sein. Da er in Pfälzel zurückbleibt, überträgt Siegfried ihm die Rechte als sein Stellvertreter und vertraut ihm seine Gattin Genovefa an. Nachdem die neuesten Kriegsberichte aus Frankreich eingetroffen sind, bricht die Schar zügig auf.
Als Golo das erste Mal auftritt, wird schnell deutlich, dass er hoffnungslos in Genovefa, die Gattin seines Lehnsherren, verliebt ist. Dies hält er jedoch vor ihr geheim und führt belanglose Gespräche über Kunst und Musik. Allein Mathilde von Rosenau, Schwester des Hauptmanns Adolf, nimmt regen Anteil an seinem Leid, da Genovefa Golos Liebe nicht erwidert. Mathilde zeigt sich erbost über Golos Weigerung, an dem Kriegszug teilzunehmen. Sie hält ihm vor, nichts für die Mehrung seines Ruhmes zu tun, obwohl sie ihn bereits seit geraumer Zeit protegiert und fördert. Ihr gelingt es, den Hofdiener Dragones für sich zu gewinnen. Am Ende des ersten Aufzugs tritt Wallrod auf, eine rätselhafte Figur, die großen Zorn auf Mathilde verspürt. Die Hintergründe dieser Figur sowie die Ursache für Wallrods Zorn sind dem Zuschauer zu diesem Zeitpunkt noch unbekannt.
Der erste Akt erfüllt die traditionelle Aufgabe, die wichtigsten Charaktere einzuführen und die grundlegenden Beziehungen der Figuren untereinander widerzuspiegeln. (vgl. Exposition)

### Zweiter Aufzug
Golo unterhält sich zu Beginn des zweiten Aktes mit dem Gärtnerjungen Brandfuchs. Das Gespräch dreht sich um „Kunst“. Als sich Mathilde nähert, versteckt sich Brandfuchs. Es kommt zum Streit zwischen Mathilde und Golo, woraufhin Golo überstürzt aus Pfälzel abreisen will. Als Mathilde ihn jedoch davon abbringt, zeigt sich Golos enorme Abhängigkeit von Mathilde. Sein zögerliches, wechselhaftes Verhalten bleibt auch den anderen Figuren in Pfälzel nicht verborgen: Adolf, seine Tochter Julie und ihre Freundin Anne sprechen darüber:

„Mit all’ den Narretheyen! Bleiben, fort wollen, wieder bleiben, was soll's nur endlich? Mag meinetwegen gehn, wenn's ihm nicht länger hier ansteht, denkt vielleicht, wir grämen uns viel drum; […]Was der Esel nur will, daß er jetzt so närrisch thut, weiß der Teufel, wo's bey ihm steckt.“

Wallrod tritt hinzu und betrachtet ein Porträt, welches außen an einem Balkon zu sehen ist. Das Gespräch kommt auf dieses Bildnis zu sprechen und dem Zuschauer/Leser wird deutlich gemacht, dass Wallrod der verlorene Sohn der reichen Sponheimer Familie ist. Noch aber teilt er dies in einem Monolog lediglich dem Publikum mit.
Während Adam, Dragones und Golo einen Musik-Auftritt für die Damen planen, sprechen Genovefa und Mathilde über Golos Verliebtheit und die Liebe ganz allgemein. Der Auftritt gelingt und Golo gibt sich hoffnungsvoll seinem Schwärmen hin.
In der fünften Szene des Aktes gelingt es dem als Pater verkleideten Wallrod Zweifel in Dragones zu wecken und ihn für sich zu gewinnen. Währenddessen überdenkt Mathilde die gesamte Situation und findet einen Brief auf, in dem Genovefa vor ihren und Golos Intrigen gewarnt werden soll. In diesem Augenblick kommt Christine, ihre Kammerzofe, herein und berichtet von einem bewaffneten Eindringling. Dieser entpuppt sich als Wallrod, welcher Rache an Mathilde dafür nehmen will, dass diese ihn nach einer Liaison schmählich fallen gelassen hat. Doch auch in dieser Situation gelingt es Wallrod nicht, Mathilde zu töten. Stattdessen verfällt er (einmal mehr) ihren Worten und unterwirft sich ihr.

### Dritter Aufzug
Zu Beginn des dritten Aktes kommt es erneut zu einer Konfrontation zwischen Golo und Mathilde. Doch als Mathilde ihre Meinung ändert und dem jungen Ritter Genovefa nicht länger auszureden versucht, sondern ihm stattdessen bei seinen Werbungen unterstützen will, zeigt Golo große Dankbarkeit:

„Ich verstumme. Mathilde! Herrliches, treffliches Weib! Thust es für mich, hast es gethan! Himmel! Nun bricht wieder Sonne in mir hervor. O Wonne!“

Währenddessen wird Genovefa erneut durch einen anonymen Brief vor Golo gewarnt. Als Absender vermutet Genovefa Mathilde, ist sich dessen aber nicht sicher.
Adolf und Adam, der Hofgärtner, besprechen die Entdeckung, dass bereits seit einigen Tagen eine unbekannte Gestalt des Nachts über die Schlossmauer klettert. Sie beschließen, den Unbekannten in der kommenden Nacht zu überraschen.
Die nun folgende vierte Szene ist der Wendepunkt der Geschichte: Dragones schleicht in der nun kommenden Nacht an die Schlossmauer, wohin ihn Wallrod bestellt hat. Zur selben Zeit führt Mathilde Golo an dieselbe Stelle, wo Golo kurz darauf auf Genovefa trifft. Er offenbart ihr seine Liebe, doch die verheiratete Frau ist erschrocken und lehnt Golos Werben ab. Dieser ergreift die Gräfin und will sie zu einer nahen Höhle tragen, doch in diesem Moment tritt Dragones hinzu, da er die Hilferufe Genovefas vernommen hat. Golo attackiert den Hinzugekommenen, verwundet ihn, entflieht jedoch, als sich Adam und Adolf nähern. Diese finden den Verletzten und als die Situation noch völlig ungeklärt ist, erscheint Mathilde und beschuldigt Dragones, sich heimlich mit Genovefa getroffen zu haben. Des Weiteren befiehlt sie, niemanden zur Gräfin Genovefa durchzulassen.
Außer Genovefa und Mathilde weiß zu diesem Zeitpunkt niemand, dass sich Golo ebenfalls an diesem Ort aufgehalten hat. Daher gelingt es Mathilde, Genovefa und Dragones des Ehebruchs zu bezichtigen. Damit dieser Plan gelingen kann, beschwichtigt sie Golos aufkommende Schuldgefühle und beauftragt den ihr hörigen Wallrod, den eingekerkerten Dragones zu vergiften.
Die Nachricht vom angeblichen Ehebruch spricht sich rasch im Schloss herum und als Julie Genovefa in ihrem bewachten Zimmer besucht, händigt diese Julie ein Schreiben an Siegfried, ihren Mann aus. Sie solle den Brief nur persönlich an Siegfried aushändigen. Beide durchschauen zu diesem Zeitpunkt das Ränkespiel von Mathilde. Auch Adolf versteht nun die Zusammenhänge der Intrige, welche seine Schwester initiiert hat. Adolf wütet gegen zwei Wächter und beschließt, seine Knechte gegen Mathilde auszusenden. Diese erhält die Nachricht zusammen mit der Information, dass Genovefa in ihrem Gefängnis einen Sohn zur Welt gebracht habe. Golo, welcher von ihrer Schwangerschaft nichts wusste, hadert noch immer mit seinem Schicksal und bereut seine nächtliche Tat zutiefst.
Als Adam und Brandfuchs Genovefa mit Nahrung versorgen wollen, hören sie mit an, wie Dragones am Gifte Mathildes stirbt. Wallrod, der Mörder, bereut seine Tat jedoch augenblicklich und erkennt einmal mehr, zu welchem Unheil er von Mathilde angestiftet wurde. Somit verflucht er sie:

„O verfluchte Mathilde! Was für ein neu Ungeheuer du wieder aus mir gemacht! […] Schaue, Scheußliche, dein Werk! […] Meine That liege schwer auf deiner Seele.“

### Vierter Aufzug
Gerade als der Pfalzgraf Siegfried im Heerlager Carl nach Pfälzel entsendet, da er so sehr Nachrichten von daheim begehrt, trifft ein Bote bei Siegfried ein und überbringt die Kunde vom angeblichen Ehebruch Genovefas. Die Nachricht spricht sich rasch unter den Soldaten herum und Ulrich berichtet Bernhard:

„[…] üble Bothschaft, Bruder! Siegfried liegt im Zelt in Höllenschmerzen.“

Als Carl sich dem heimischen Pfälzel nähert, findet er in einem abgelegenen Waldstück die an einen Baum gefesselte Christine auf, die Kämmerin Mathildes. Von ihr erfährt nun auch Carl von Golos und Mathildes Anklage gegen Genovefa. Seine Ankunft wird von Julie und Adolf herbeigesehnt, da sie sich durch sein Eintreffen einen guten Ausgang der Angelegenheit erhoffen. Mathilde hingegen sieht durch Carl ihre Pläne gefährdet. Sie überredet Golo, noch einmal zu Genovefa zu gehen und sie zur gemeinsamen Flucht zu überreden. Die angeklagte Gräfin hat ihr Kind inzwischen „Schmerzenreich“ genannt. Als Golo ihr die falsche Nachricht von Siegfrieds Tod zusammen mit einigen Waffen überbringt, durchschaut Genovefa die Lüge, da sie die Waffen ihres Mannes sehr wohl kennt. Aus Wut will Golo das Neugeborene töten, doch Genovefa kann dies verhindern. Inzwischen trifft Carl ein und fordert Golo zum Kampf heraus. Golo will den Kampf vermeiden, doch als er erfährt, dass Siegfried inzwischen das Todesurteil Genovefas unterzeichnet hat („in hellem Zorn“, wie bei Kindlers Literatur Lexikon nachzulesen ist), wagt er den Kampf mit Carl. Während unter den Schmähungen Carls der Kampf beginnt, bangen Adolf und Julie um sein Leben und Mathilde – aus mangelndem Vertrauen in Golos Kampfeskraft – bereitet sich auf eine schnelle Abreise vor. Golo tötet Carl jedoch überraschend im Kampf, verflucht seinen Sieg jedoch und wünscht sich an dessen Stelle. Golos Sieg wird nun als Gottesurteil aufgefasst und das Todesurteil somit bestätigt. Mathilde wünscht den schnellen Tod Genovefas und beauftragt zwei Mörder mit der hinterhältigen Tat. Es kommt heraus, dass die beiden Männer im Auftrag Mathildes auch für den Überfall auf Christine verantwortlich sind. Als Genovefa in den Wald hinausgeführt wird, um dort, abseits des Hofes, getötet zu werden, stürzen Adam und seine Frau Margarethe hervor und verhelfen Genovefa zur Flucht. Beide haben von dem geplanten Mord erfahren und beschlossen, ihr zu helfen. Adam fordert Genovefa auf, nicht zurückzukehren, da sie ansonsten der sichere Tod ereile.
Als Siegfrieds Ankunft, der sich inzwischen aufgrund der Vorfälle auf den Heimweg gemacht hat, kurz bevorsteht, flieht Golo auf sein Gut, nicht aus Angst vor Rache, sondern aus Scham vor Siegfried:

„Golo: Ich mag nicht länger hier bleiben; will auf Sandthal hinüber, auf mein Gut.

Mathilde: Bleiben mußt du. […] Wollten Ulrich und Bernhard ihres Bruders wegen auch Miene machen haben wir auch noch Hülfe zur Hand.

Golo: Was fürcht’ ich die? Möchten die bepanzert gegen mich anziehn im Zug von all’ ihren Wehren! Ich scheute sie nicht. Nur Siegfried, wie soll ich den ertragen? Was dem antworten, wenn er nach Genovefen fragt?“

Golo bereut seine Taten zutiefst und trauert um Carl und Genovefa, denn die beiden Mörder haben die Nachricht ihres Todes trotz Genovefas Flucht überbracht. Von seinen Gefühlen geplagt, wütet Golo unter seinen Bediensteten, wird ihnen gegenüber handgreiflich und irrt des Nachts halluzinierend durch das Schloss. Dabei wird er von Mathilde überrascht. Es kommt zum Streit und Golo verwundet seine Mutter, denn als solche hat sich Mathilde inzwischen herausgestellt:

„Mathilde: Du hast mich noch nicht bewillkommt, Golo, einen Kuß! Eine Mutter darf wohl stolz seyn, so einen Sohn zur Welt gebracht zu haben, wie du.“

Golo flieht und Mathilde deckt aus Mutterliebe ihren Sohn. Währenddessen geht das Morden weiter: Adams Leiche wird im Wald gefunden. Julie ist zu Anne ins Kloster gegangen und Adolf sieht sich nun seiner ganzen Familie beraubt und resigniert.

### Fünfter Aufzug
Nach einer geraumen Zeit kehren Julie und Anne aus dem Kloster zurück. Der Weg nach Pfälzel ist anstrengend und Julie ist sehr schwach. In Pfälzel hingegen kann sich Siegfried noch immer nicht mit Genovefas Tod abfinden. Er plant einen neuen Kirchenbau, in welchem ihr Grab und Carls letzte Ruhestätte ganz besondere Plätze finden sollen. Heinrich, der Arzt, überbringt die Nachricht, dass Mathildes Schloss – nachdem sie inzwischen den Herzog von Trier geheiratet hat – einem Brandstifter zum Opfer gefallen ist. Siegfried beschließt, trotz Golos merkwürdigem Verhalten und trotz dem Groll, welchen Bernhard noch immer Golo gegenüber hegt, alle seine Vertrauten zu einer großen Jagd einzuladen. In diesem Moment erscheinen Julie und Anne im Schloss. Der inzwischen leicht verwirrte Adolf erkennt erst nach einiger Zeit seine Tochter Julie wieder und ist überglücklich.
Es kommt nun heraus, dass der Brand in Trier von niemand anderem als Wallrod gelegt worden ist. Er soll auch für Dragones Tod durch das Gift verantwortlich gewesen sein und hat nun mit demselben Mittel Mathilde vergiftet.
Im Vorfeld der Jagd hegt Siegfried größtes Misstrauen gegen Golo, der zugesagt hat, zu kommen. Der Pfalzgraf lässt Genovefas Fall ein ums andere Mal nachprüfen, doch dort ergibt sich nichts Neues. Den Durchbruch bringt der Brief, welchen Julie von Genovefa erhalten und stets bei sich aufbewahrt hat, um ihn nur Siegfried persönlich zu überreichen. Kurz bevor dies jedoch geschehen kann, stirbt sie aufgrund der Entbehrungen und der Erschöpfung. Siegfried erhält den Brief und erfährt nun die Wahrheit über Genovefas Unschuld.
Parallel liegt auch Mathilde im Sterben, doch Golo verweigert ihr einen letzten Besuch und zeigt kein Interesse daran, an ihrer Beisetzung teilzunehmen. Ein Doktor und ein Franziskaner, welche bei Mathildes Tod anwesend waren, sprechen über Gerüchte, denen zufolge Wallrod und Mathilde unzüchtige Dinge begangen haben sollen und dass Wallrod nun – aufgrund eines Geheimnisses, welches der Zuschauer als Wallrods adelige Herkunft identifizieren kann – beim Trier Herzog untergekommen sein soll. Just in diesem Moment bricht ein Feuer im Schloss aus. Wallrod erscheint am Totenbett Mathildes und äußert Zufriedenheit über ihren Tod. Während rundherum alles in Flammen aufgeht, wirft sich Wallrod über die Leiche, Mathilde verfluchend und dennoch unfähig, sich von ihr zu lösen:

„Wallrod: reißt sich los. Laß mich! Geh deines Pfades! Hier ist der meine. Die Flammen schlagen herein, auswendig kracht es uns stürzt, der Franciskaner zieht sich zurück. Wie steht's? Liegst du jetzt so ruhig? Hab' ich dich endlich einmahl unterbracht, du? Jetzt hat dein Verrath ein Ende! Du wirst mir jetzt treu bleiben; nicht wahr? – Wie's hinauf, hinunter knattert! – Juh! Die Hitze umringt und verzehrt mich schon! Sitzt auf das Bett. Her deine Hand, feins Liebchen, brennen jetzt gewiß einmahl in einer Flamme! Wirft sich über sie.“

Obwohl er vor einer Falle gewarnt wird, begibt sich Golo auf die Jagd mit Siegfried, Ulrich und Bernhard, der nach wie vor auf Golos Tod sinnt. Dass die Bedenken nicht unbegründet sind, beweist Siegfrieds Befehl, Golo auf der Jagd festnehmen zu lasen. Als Ulrich und Bernhard nicht von Golos Seite weichen, durchschaut dieser die Gefahr. Durch Zufall erreichen sie bald eben jene Höhle, in welcher Genovefa seit ihrer Flucht mit ihrem Sohn Schmerzenreich lebt. Durch den Lärm der Jagdgesellschaft aufgeschreckt, flüchtet Genovefa in das Innere der Grotte. Als Golo schließlich festgenommen wird, Genovefas Brief verlesen wird und Golo seine Häscher auffordert, ihn doch einfach zu töten, erscheint auf einmal Genovefa und fordert Golo auf, die Wahrheit zu bekennen, sowie Siegfried, Golo zu verzeihen. Die Anwesenden sind sehr erstaunt und Siegfried ist überglücklich. Doch er zögert in der Frage, ob er Golo, seinem einst Vertrauten, vergeben kann.

„Golo: […] gib mir deine Rache jetzt gleich und laß mich in Ruhe. […] ein Blut laß abwaschen die schweren Schulden an dir und an deiner Gemahlin, Siegfried! – Gern und leicht sterb' ich, weil die noch lebt. […] Siegfried, lebe lange und doppelt vergnügt, des Friedens willen, den ich dir geraubt! dürft' ich dir noch zum letztenmahl die Hand drücken! Lebe wohl!“

In der letzten Szene des Stückes wollen Ulrich und Bernhard Golo auf schmähliche Weise töten, doch Golo fordert einen seinem Stand angemessenen Tod. Dies wird ihm gewährt und Golo stürzt sich in sein Schwert und stirbt. „Golo und Genovefa“ endet mit folgenden Zeilen:

„Ulrich: faßt das Schwert. Unglücklicher! Sollst haben Ritter-Tod und Begräbniß, ehrlich Beydes von meiner Hand. Steh’' her, will dein Richter seyn. Reckt das Schwert.
 Golo: fällt hinein. Verzeiht mir, eh ich sterbe.
 Beyde [Ulrich und Bernhard]: Wir verzeihen dir!“

## Bearbeitung und Publikation
Etwa in der Zeit von 1775 bis 1781 arbeitete Friedrich Müller, genannt „Maler Müller“, an seinem Stück Golo und Genovefa. Das heißt, dass Müller das Stück in Mannheim begann und in Rom vollendete.
Angeregt wurde er hierzu vom Mannheimer Theater-Intendanten Wolfgang Heribert von Dalberg. Die Inspiration, um mit dem eigentlichen Schreiben zu beginnen, fand Maler Müller erst, als er 1778 nach Rom übersiedelte.
Die Pfalzgräfin Genovefa von Maler Müller wird oftmals als Fragment oder Vorstudie zum eigentlichen Stück betrachtet. So sind auch einige Differenzen in der Figurenkonzeption erkennbar. Golo beispielsweise spielt eine deutlich geringere Rolle und erleidet den Tod beinahe unbemerkt am Rande der Szene.
1776 wurden erste Ausschnitte des Dramas gedruckt und veröffentlicht. 1778 nahm Maler Müller das Manuskript mit nach Rom. Ob das Stück zu diesem Zeitpunkt bereits fertig gestellt worden war, ist unklar. Erst im Jahr 1797 überließ Müller das Manuskript des Dramas dem Maler Waagen. Dieser sollte das Manuskript an einen Verlag zur Publikation weiterleiten. Stattdessen übergab Waagen Müllers Golo und Genovefa an Ludwig Tieck, zu welchem Waagen verwandtschaftliche Beziehungen besitzt. Tieck wiederum, anstatt das Werk drucken zu lassen, fühlte sich nach eigener Aussage nach der Lektüre des Manuskripts dazu berufen, eine eigene Version des Genovefa-Stoffes zu verfassen. Er publizierte diese Version und fragte im Anschluss daran bei Friedrich Müller an, was mit dessen Stück passieren solle. Friedrich Müller reagierte verärgert und brach vorerst den Briefwechsel mit Tieck ab. Aus zwei Gründen veröffentlichte Ludwig Tieck – zusammen mit Anton Georg Batt und Johann Phillipp Le Pique – im Jahr 1811 dann doch eine Werkausgabe Friedrich Müllers: Zum einen wurden die Texte von den Zeitgenossen freudig erwartet, zum anderen wollte sich Tieck damit gegen Plagiatsvorwürfe zur Wehr setzen. Unter anderem ließ er verlautbaren, dass er sich in einem „Zustand der Zerstreuung und Ermüdung“ befunden habe. Festzuhalten ist jedoch auch, dass die „Genovefa“ von Müller vielleicht nicht so großen Erfolg gehabt hätte, wenn nicht vorher Tiecks Version publiziert worden wäre: „Im folgenden deutet Arnim vornehm an, daß die Müllersche ‚Genovefa‘ durch Ludwig Tieck bereits Frucht getragen habe.“
Rolf Paulus hingegen konstatiert, dass das Werk Müllers aufgrund seiner späten Publikation nicht die Wirkung entfalten konnte, welche sie in der Periode des „Sturm und Drang“ gehabt hätte. Immerhin, so verweist er, hätte „Golo und Genovefa“ durchaus parallel mit Schillers „Die Räuber“ aufgeführt werden können.
Die Werkausgabe von 1811 erschien bei Mohr und Zimmermann in Heidelberg, besteht aus drei Bänden, ist jedoch keinesfalls vollständig. „Golo und Genovefa“ nimmt jedoch den gesamten dritten Band ein. Zudem kommt, dass es nicht das erste Mal war, dass Teile von Golo und Genovefa der Öffentlichkeit zugänglich gemacht wurden: Einzelne Szenen aus dem zweiten Akt wurden in der Zeitung für Einsiedler in den Nummern 13 (vom 14. Mai 1808), 14 (vom 18. Mai 1808) und 15 (21. Mai 1808) abgedruckt. Jeder Passage ging ein Inhaltsüberblick des ganzen Stückes voraus. Dieser „Propagierung von Müllers Werk im romantischen Kontext“ ist eine große Bedeutung zuzumessen, die Autoren der aufkommenden romantischen Strömung zeigten sich sehr neugierig auf die Veröffentlichung des kompletten Textes. In einer längeren Anmerkung bekennt Arnim als Herausgeber, die allgemeine Neugierde sei auf dieses Stück gerichtet, welches das einzige vollendete und ungedruckte dramatische Werk Müllers sei. Friedrich Müller selbst soll Golo und Genovefa als sein bestes Werk betrachtet haben.

## Einflüsse

### Allgemeines
Golo und Genovefa war kein Stück, welches in den leeren Raum hinein geschrieben wurde. Friedrich „Maler“ Müller verwendete ein „Volksbuch“ mit französischen Quellen als Grundlage für sein Werk. Der Genovefa-Stoff (Genoveva von Brabant) weist also bereits eine ältere Tradition auf. So gab es wohl zur Zeit von Friedrich Müller eine beliebte Puppenspielfassung dieser Geschichte.
Die Tradierung des Genovefa-Stoffes geschah vor allem in jesuitischen Kreisen, welche die Handlung zu einer Märtyrer-Geschichte umdeuteten: Genovefa als moralisch völlig reine Frau fällt dem verdorbenen Golo zum Opfer. Maler Müller unternahm mit seiner Genovefa-Version den ersten Versuch, den Stoff zu Dramatisieren und verlegte das Ganze auf eine komplexere, psychologischere Ebene und gestaltet die Motivation und die Entwicklung der jeweiligen Figuren tiefgründiger und weniger stereotyp. Müllers Verdienst liege zudem nicht im Schreiben dieses Intrigendramas, sondern in der „lyrisch-musikalischen Grundhaltung“. Damit sei das Stück ein Präludium der Romantik, auch wenn viele Elemente eindeutig auf den Sturm und Drang verweisen. Rolf Paulus sieht in diesem Stück „die Stärken und die Schwächen aller Sturm- und Drang-Dramen in faszinierender Weise in sich“ vereint: So weise das Stück die genialischen Züge einiger Charaktere auf, sowie Personen, die rein aus ihren Emotionen heraus bereit sind, „extrem weit zu gehen“. Realistische Elemente, wie etwa die Naivität einiger Figuren, das Lokalkolorit und das Volkstümliche, seien zusätzliche Charakteristika, so Paulus weiter. Das Ganze habe jedoch auch seine Schattenseiten. So seien die hektischen Szenenwechsel oftmals der Grund dafür gewesen, dass Müllers „Golo und Genovefa“ als „unspielbar“ betrachtet wurde. Während die zahlreichen Nebenszenen zwar die Atmosphäre verdichten, verkomplizieren sie jedoch die Handlung. Zudem wirkten die lyrischen Einschübe der Dramatik des Stückes entgegen.
Eine zu ziehende Parallele zum mittelalterlichen „Erec“ (und die damit einhergehende Rezeption) verweist ebenfalls sehr früh auf die aufkeimende Romantik: Ebenso wie Erec in Hartmanns von Aue mittelhochdeutschem Roman ist auch Golos Untätigkeit (bei Hartmann fällt der Begriff des „verligen“) Stein des Anstoßes für die weiter führende Handlung.
Unverkennbar ist zudem Müllers Bezug zu der Region, in welcher er aufwuchs. Der gebürtige Bad Kreuznacher verortete „Golo und Genovefa“ in die pfälzische Region rundum. So heißt es im vierten Akt, Szene drei:

„Carl: Stütz' her, so so, auf meine Schulter. Deine Sprache ist Pfälzisch; bist eine Pfälzerin?

Christine: Bin von Kreuznach an der Noh bürtig.

[…]
 Carl: Und wie kommst du hieher?

Christine: Mörder überfielen mich, als ich von Disibodenberg nach meiner Heimath wollte, schleppten mich weit durch den Sohnwald her, […]“

### Einfluss Shakespeares
Als Vorbild aller Stürmer und Dränger hat auch William Shakespeare deutlich seinen Einfluss im Werk Maler Müllers hinterlassen. So sind unter anderem die große Anzahl an Figuren, die ausgedehnten Nebenhandlungen, das breite soziale Spektrum der Charaktere, sowie die Verwendung von Dialekten (im Falle „Golo und Genovefas“ eines Hunsrücker Dialekts) bei beiden Autoren zu finden. Auch die Konzeption einzelner Figuren lässt sich parallelisieren: Während Golos schwankender, labiler Charakter eindeutig an Hamlet erinnern lässt, so ist Mathilde mit Lady Macbeth vergleichbar.

### Einfluss Goethes
Maßgeblichen Einfluss auf die Entstehung des Stückes ist Johann Wolfgang von Goethe zuzurechnen. Er war es, welcher Müller den Rom-Aufenthalt vermittelte und ermöglichte. Doch auch auf literarischer Ebene prägte Goethe maßgeblich: Sein Götz von Berlichingen war einer der Hauptauslöser für Müller, ein „Ritterdrama“ zu schreiben. Golo in seiner „düster-schwärmerisch[en]“ Art ist sehr gut mit Goethes Werther oder dem Weislingen aus dem Götz von Berlichingen vergleichbar.
Besonders prägnant erkennt man die Parallelen zwischen Goethe und Müller, wenn man die „Machtweiber“ betrachtet: Adelheid und Mathilde. Beide Figuren seien „übersteigerte Typen“ und bildeten einen starken Kontrast gegenüber den „braven“ Figuren der Maria im „Götz“ und der „Genovefa“ bei Maler Müller.
Anders als die Adelheid von Goethe, erscheint Mathilde jedoch berechnender, weniger sinnlich-erotisch und spielt mit ihren Opfern regelrecht. Damit erfüllt Maler Müllers Figur noch stärker die eigentlich konservative Sicht des „Weibes, als aus dem Böses hervorgeht.“ Adelheid bleibt rätselhaft; Mathilde hingegen betrachtet ihre Intrigen als vorrangig

„Mathilde: Soll mir werden bald! Ein hell, männlich Auge, krause Locken, glaube gar, er ist noch Noviz in der Liebe. Gebehrden, Verwirrung gaben's zu verstehn. Gut, soll ihm die Prob' abnehmen; doch Nebenspielwerke, zum Lückenausfüllen. Geschäfte und Hauptsachen gehn vor.“

In der Darstellung als „femme fatale“, als weibliche Verführungsmacht stimmen beide Figuren wieder überein und treiben die Dramatisierung des Stoffes voran. Die Stürmer und Dränger hegten eine gewisse Sympathie solchen Rollen gegenüber. Maler Müller lässt Mathilde fast schon programmatisch sprechen:

„[…] auf Andre wirken nach unserm Willen, die Peitsche hochgeschwungen und tüchtig drüber hinein gehauen, wenn die Schindmähren Convention und Menschenumgang es einem zu warm machen; Projekte auf Projekte hingethürmt, eins über’s andre hinauf, Fuß auf Fuß, fest, bis es durch ist, was wir wollen. Der Unermüdende, Unermattende ist mein Idealheld.“

### Einfluss Maler Müllers
Neben Maler Müllers Fassung gab es noch zwei weitere, namhafte Literaten, welche sich dem Genoveva-Stoff zugewandt haben: Friedrich Hebbel und Ludwig Tieck. Die Problematik bezüglich Tiecks Fassung wurde oben bereits angedeutet. Friedrich Hebbel publizierte 1841 seine Version der „Genoveva“. Am 29. Juli 1838 notierte sich Hebbel in seinem Tagebuch:

„Vom Maler Müller las ich vier Idyllen […]; sämtlich saftig und kernhaft in hohem Grade.“

Wenn man die Plagiatsvorwürfe Ludwig Tieck gegenüber außer Acht lässt und sie als zu schwerwiegend einordnet, so kommt man jedoch nicht umhin, den immensen Einfluss Müllers auf Tieck zu konstatieren.

## Primärliteratur
- Mahler Müllers Werke. Hrsg. v. Anton Georg Batt, Johann Phillipp Le Pique, Ludwig Tieck. 2. Band. Heidelberg 1911, S. 189–208.
- Sturm und Drang. Dichtungen aus der Geniezeit. Vierter Teil: Maler Müller. Hrsg. v. Karl Freye. Berlin / Leipzig / Wien / Stuttgart 1911, S. 307–452.
- Maler Müllers Werke. Volksausgabe mit neuer Würdigung des Dichters und Malers von Professor Max Oeser. Band. Mannheim / Neustadt a. d. Hdt. 1918, S. 1–134.

## Sekundärliteratur
- Golo und Genovefa. In: Kindlers Literatur-Lexikon. Band III (Werke Fl-Jh). Zürich 1964, S. 995–997.
- Ursula Friess: Buhlerin und Zauberin. Eine Untersuchung zur deutschen Literatur des 18. Jahrhunderts. München 1970, S. 100–108.
- Willy Mathern: Maler Müller. 1749–1825. Leben und Werk des Malerdichters Friedrich Müller. Bad Kreuznach 1974.
- Willie-Earl Oliver Jr.: Robert Schumanns vergessene Oper „Genoveva“. Phil. Diss. Freiburg/Br. 1978, S. 58–68.
- Hartwig Schulz: Friedrich Müller, genannt Maler Müller (1749–1825) Golo und Genovefa. In: Detlev Lüders (Hrsg.): Renate Moering, Hartwig Schulz, Achim von Arnim 1781–1831. Ausstellung. Frankfurt am Main 1981, S. 53–54.
- Rolf Paulus: Maler Müllers Drama „Golo und Genovefa“. In: Maler-Müller-Almanach 1983. Landau 1983, S. 49–65.
- Gerhard Sauder: Romantisches Interesse am Sturm und Drang (Maler Müller, Lenz, Goethe). In: Sauder, Paulus, Weiß (Hrsg.): Maler Müller in neuer Sicht. Studien zum Werk des Schriftstellers und Malers Friedrich Müller (1749–1825). St. Ingbert 1990, S. 225–242.
- Anita Runge: Brief, Traum, Zauberspiegel. Erinnerung und Täuschung in Genoveve-Bearbeitungen des 18. und 19. Jahrhunderts. In: Irmela von der Lühe, Anita Runge (Hrsg.): Wechsel der Orte. Studien zum Wandel des literarischen Geschichtsbewusstseins. Festschrift für Anke Bennholdt-Thomsen. Göttingen 1997, S. 186–197.
- Sascha Kiefer: Die Genovefa-Legende als dramatisches Sujet bei Maler Müller, Ludwig Tieck und Friedrich Hebbel. In: Hirschstraße. Zeitschrift für Literatur. Band 10 (November 1998). Sonderheft Maler Müller zum 250. Geburtstag. Reilingen 1998, S. 39–51.
- Sascha Kiefer: Kritische Destruktion und literarische Produktion. Über einen Grundzug von Friedrich Hebbels Arbeitsweise, mit besonderer Berücksichtigung seiner „Genoveva“. In: Hebbel-Jahrbuch 1999. Heide 1999, S. 153–166.